# Tjæreborgvej
Tjæreborgvej er en 2 sporet motortrafikvej der går fra Esbjerg S ved Esbjergmotorvejen E20 til Brandgård, den er en del af primærrute 24.
Vejen starter ved Esbjergmotorvejen E20 og føres derefter mod syd, den passerer Vestre Strandvej hvor der er forbindelse til Tjæreborg, den føres videre og passerer to rastepladser der ligger på begge sider af motortrafikvejen (på den nordlige side med adgang til Tjæreborg Indsø/Lille Mallorca), rastepladserne har toiletter og kort-faciliteter. Vejen fortsætter og passerer Østerbyvej og Sneum Slusevej/Præstegårdsvej hvor der er forbindelse til Ålbæk og Allerup. Vejen fortsætter derefter videre sydpå og passerer Sneum Åvej hvor der er forbindelse til Store Darum. 
Motortrafikvejen fortsætter videre som Varde Hovedvej mod Ribe, som almindelig hovedlandevej.
| Trafik | Spire Denne trafikartikel er en spire som bør udbygges. Du er velkommen til at hjælpe Wikipedia ved at udvide den. |

|  | Denne artikel om en bygning eller et bygningsværk kan blive bedre, hvis der indsættes et (bedre) billede. Du kan hjælpe ved at afsøge Wikimedia Commons for et passende billede eller lægge et op på Wikimedia Commons med en af de tilladte licenser og indsætte det i artiklen. |

55°26′40″N 8°35′40″Ø / 55.4444°N 8.5944°Ø